# Лашко Володимир Ілліч
Лашко Володимир Ілліч (нар. 27 березня 1957, с. Судіївка Полтавський район Полтавська область) — художник, скульптор, дизайнер.

## Біографічні дані
Народився у с. Судіївка Полтавського району Полтавської області 27 березня 1957 р. В 1976 р. — закінчив живописно-педагогічний відділ Харківського художнього училища; 1984 р. –Харківський художньо-промисловий інститут, факультет «Інтер'єр та обладнання». Педагоги: Г. Тищенко, О. Пронін, М. Сватула, Є. Жердзіцький, С. Рибін.
Працював: 1984-1992 рр. — завод «Електроприлад» Кам'янець-Подільський начальник бюро естетики;
1992 — Кам'янець-Подільський державний історичний музей-заповідник (художник, головний художник);
З 2003 р. — Кам'янець-Подільський національний університет імені Івана Огієнка, кафедра образотворчого і декоративно-прикладного мистецтва та реставрації творів мистецтва, доцент (викладає малюнок, графічні техніки, проектування).
2015 р. — член національної спілки дизайнерів України (1982).
Персональні виставки: 1994 р. — у виставковій залі Картинної галереї, Кам'янець-Подільський (олійний живопис, вишивка соломкою, акварель, пастель); 2000 р. — у виставковій залі Картинної галереї, Кам'янець-Подільський (живопис, олія); 2014 р. — у Центрі Української культури та мистецтв, м. Київ.
30 років митець працює в монументальній і сепукральній пластиці. Автор меморіальних дощок видатним діячам Поділля — композиції М. Леонтовичу, поетам В. Свідзинському і М. Драй-Хмарі, історику та філософу І. Огієнку, історику Ю. Сіцинському; ряд меморіалів воїнам-афганцям, чорнобильцям, жертвам репресій.
Стиль виконання живописних картин — від площинно-декоративного до виразно-фактурного. Це чуттєві, динамічні і глибокі роботи з характерною багатозначністю та глибиною. Авторську техніку художньої вишивки соломкою розробив в 1984 р. разом з дружиною — Н. Лашко.
Автор багатьох музейних експозицій: Народний музей в селі Чабанівка, Кам'янець-Подільський державний історичний музей-заповідник (Стара фортеця, ратуша, музеї археології та музейні експозиції). Роботи зберігаються у фондах Кам'янець-Подільського державного історичного музею-заповідника, на площах міст і поселень Кам'янеччини.
Нагороди та звання: 2001 р. — почесне звання «Заслужений майстер народної творчості України»; 2000 р. — другий лауреат обласної премії в галузі мистецтва ім. В. К. Розвадовського (Хмельницька ОДА).
Основні твори: 1988 р. — пам'ятник св. Яну в Абрикосівці, на місці сутички між польськими та турецькими військами; 1992 р. — надмогильний мемор. пам'ятник історику Поділля Юхиму Сіцинському (Кам'янець-Подільський); 1999 р. — пам'ятник воїнам-інтернаціоналістам, що загинули в Афганістані (Кам'янець-Подільський); 2003 рік — мемор. дошка фундатору, першому ректору Кам'янець-Подільського університету Івану Огієнку (Кам'янець-Подільський); 2011 р. — мемор. комплекс воїнам-інтернаціоналістам, що загинули в Афганістані (Нова Ушиця); 2014 р. — погруддя Т. Г. Шевченку (Нова Ушиця); 2014 р. — Пам'ятна дошка Заслуженому майстру нар. творчості України Н. Косаревій в м. Хмельницькому та ін.
Експозиції: 1988-1989 рр. — музей с. Чабанівка, який згодом отримав звання Народного; 1989-1991 р. — «Музей етнографії», Стара фортеця (Кам'янець-Подільський);
1996 р. — «В'язні Старої фортеці»; 1999 р. — «Дні культури Хмельницької області» в палаці Україна в м. Києві; 2001 р. — «Музей археології» (Кам'янець-Подільський державний історичний музей-заповідник); 2004 р. — «Музей грошей», «Магдебурзьке право» та «Середньовічне судочинство» в Ратуші Старого міста; 2009 р. — «Музей історії Кам'янець-Подільський з 1917 року до наших днів» у Старій фортеці (Кам'янець-Подільський).